# Eva Schütz
Eva Schütz (* 24. November 1973 in Wien), auch Eva Hieblinger-Schütz, ist eine ehemalige österreichische Leichtathletin im Langstreckenlauf. Seit 2021 ist sie Herausgeberin des Online-Boulevard-Mediums Exxpress, seit Jänner 2024 auch interimistische Chefredakteurin. Zuvor war sie Politikerin der Österreichischen Volkspartei.

## Leben
Aufgewachsen ist sie in einer Genossenschaftswohnung in Wien, der Vater war Eisenbahner und die Mutter Hausfrau. Nach dem Studium der Rechtswissenschaften arbeitete sie als Rechtsanwältin. Zudem absolvierte sie einen Bachelor of Business Administration and Finance an der Southern Methodist University in Dallas. Sie war Mitglied der Aufsichtsräte der Volksbank und der ÖBB (ab 2008).

## Sport
Eva Hieblinger-Schütz wurde als 5000-Meter-Läuferin für die Leichtathletik-Team-Europameisterschaft 2009 nominiert, konnte jedoch aufgrund der Einnahme von Asthmaspray nicht daran teilnehmen. Die Nationale Anti-Doping Agentur Austria (NADA) sprach sie trotz festgestellten Vergehens ‚mangels Verschulden‘ am 17. September 2009 frei. Vor der Team-EM im Juni 2009 hatte sie einen Asthmaspray eingenommen, ohne die Medikamenteneinnahme vorher gemeldet zu haben.
2009 gewann sie die Silbermedaille bei den Österreichischen Hallen-Staatsmeisterschaften in der Leichtathletik in Wien in der Disziplin 3000 Meter Halle.
2012 wurde sie österreichische Staatsmeisterin in den Disziplinen 3000 Meter Halle und 10.000 Meter. Außerdem gewann sie 2012 in Klagenfurt die Silbermedaille  bei den österreichischen Staatsmeisterschaften über 5000 Meter.

## Politik
Von 2018 bis 2019 war sie politisch tätig, unter anderem als stellvertretende Kabinettchefin des Finanzministers und als Mitglied des ÖVP-Regierungsverhandlungsteams für Justiz.

## Unternehmerin
Eva Schütz ist über die Firma Eva Schütz Beteiligungs GmbH Mehrheitsgesellschafterin (53,45 Prozent) des österreichischen Boulevard-Onlinemediums eXXpress. Ein weiterer Anteil von 25,22 Prozent wird von der Libertatem-Stiftung gehalten.

## Privates
Eva Schütz ist mit dem Investor Alexander Schütz verheiratet, die beiden leben jedoch getrennt. Mit ihren zwei Töchtern lebt sie im Schloss Neuwaldegg. Der Standard schrieb am 21. November 2021: „Die Opposition vermutete damals, dass es einen Konnex zwischen seiner ÖVP-Spende und dem Job von dessen Ehefrau im Kabinett des Finanzministeriums geben könnte.“